# Astrotourismus
Der Astrotourismus ist ein Tourismuskonzept, welches sich allein mit der Astronomie und deren astronomischen Elementen auseinandersetzt. Astrotouristen suchen gezielt nach Orten, die in der Nacht einen klaren dunklen Himmel hervorbringen können.

## Reiseziele
Beispielhafte geeignete Orte sind unter anderem Observatorien oder Nationalparks, die zudem auch weniger Lichtverschmutzung und Umweltverschmutzung vorweisen können.
So eignen sich Kanarischen Inseln zum Beispiel als Reiseziel und Anlaufstelle für den Astrotourismus, da die Passatwinde mit hoher Wahrscheinlichkeit für einen wolkenfreien Himmel sorgen und den Astrotouristen einen klaren Blick auf den Himmel ermöglichen. Bestimmte Aussichtspunkte und Plattformen ermöglichen zusätzlich eine bessere Aussicht.

## Lichtschutzgebiete
Über die International Dark-Sky Association ist es möglich, spezielle Orte zu finden, welche auf eine geringere Lichtverschmutzung abzielen, indem sie Beleuchtung verwenden, die weniger Strahlung himmelwärts abgibt. Durch dieses Vorgehen ist es möglich, einen dunkleren Himmel und somit einen besseren Blick auf Sterne und Galaxien zu ermöglichen.

## Sonnenfinsternisse
Da eine Sonnenfinsternis stets nur in einem bestimmten Gebiet auf der Erde Sichtbar ist, hat sich auch für die Beobachtung dieser astronomischen Ereignisse eine Tourismusbranche gebildet. So werden Pauschalreisen angeboten um während des Ereignisses im Kernschatten der Sonnenfinsternis zu sein. Auch werden Flüge angeboten, deren Route so verläuft das die Beobachter die Finsternis einige Minuten länger betrachten können. Außerdem ist das Wetter bei einem Flug über der Wolkendecke weniger relevant.